# Lužani (pleme)
Lužani, staro predslavensko pleme koje je živjelo na prostoru Crne Gore oko donje Zete asimilirano od Vasojevića i drugih plemena, kao što su Pješivci i Bjelopavlići.  Podrijetlo ovog plemena nije točno utvrđeno, a po nekim sačuvanim riječima upučivalo bi na njihovo tračko-ilirsko podrijetlo (kopil), odnosno na romansko (mrgin, mrganj, možda i Kapeš,). U Bjelopavlića to je standardni naziv za starince.
Dosta dugo nije bilo nikakvog miješanja između uskoka doseljenika i starinaca, sve do čak i u samo XIX. stoljeće, a poznati crnogorski etnolog iz Bjelopavlića Petar Šobajić je ovako objasnio problematiku:
Etnološki, Šobajić ih je smatrao ostacima starog srpskog autohtonog stanovništva, kao i poznati srpski etnolog Jovan Erdeljanović koji je proučavao crnogorska plemena, zato što su smatrali cjelokupno slavensko stanovništvo crnogorskih regija srpskim, te zato što se i samo stanovništvo lužanske oblasti u njihovo vrijeme smatralo tako.
Srpski jezikoslovac crnogorskog podrijetla Vuk Stefanović Karadžić je prvi prije Šobajića zabilježio bjelopavlićko narodno predanje o podrijetlu. Po inačici Dukađinaca, najbrojnijeg dijela Bratonožića (tri četvrtine) te drugog sloja njihovog stanovništva i koji drže da su podrijetlom od albanskih Dukađina, postojao je jedan Bijeli Pavle koji je bio sin nekog Leke Kapetana. Leka Kapetan je navodno poginuo na Kosovskome boju 1389. godine, te je Bijeli Pavle pobjegao u Zetu i nastanio se kod ondašnjeg bana Lužana i oženio se njegovom kćerkom, te odrodio Bjelopavliće. Ova legenda nema potvrdu u povjesnoj znanosti, jer je prvi spomen Bjelopavlića u historiji iz 1411. godine kada se spominju u izvorima kao moćno pleme koje zajedno s Malonšićima Ozrinićima i Maznićima pljačka jedan dubrovački karavan, te nije moguće da je Bijeli Pavle za samo 22 godine orodio cijelo moćno bratstvo, odnosno pleme.
Dolazak Bijelog Pavla u oblast Bjelopavlića je morao biti mnogo raniji, ili su se Bjelopavlići doselili tu kao odveć organizirano bratstvo. Narodno predanje ipak zaista jeste neki dokaz sjedinjavanja jednog dijela lužanskih starinaca i doseljenika, no između pravih neslavenskih balkansih starinaca i Slavena nije bilo miješanja do tek u novije vrijeme, tako da je ponekad dolazilo do zabune tko su bili Lužani, da li romanizirani starosjedioci ili Slaveni.
Ime Lužana vodi od župe Luska, koja se još pojavljuje u jednom ne vrlo pouzdanom i nepoznatom izvoru, Ljetopisu popa Dukljanina, te isto kao i Podlužje, njezino ime vodi podrijetlo od riječi lug, što znači da je porijeklo etnonima slavensko.
Topografski nazivi Mrgani, Kopilje i Kapeš lužanskog su podrijetla.

## Vidjeti još
- Španje